# Stazione di Imperial Wharf
La stazione di Imperial Wharf è una stazione ferroviaria situata sulla West London Line a servizio di Sands End, quartiere del borgo londinese di Hammersmith e Fulham.

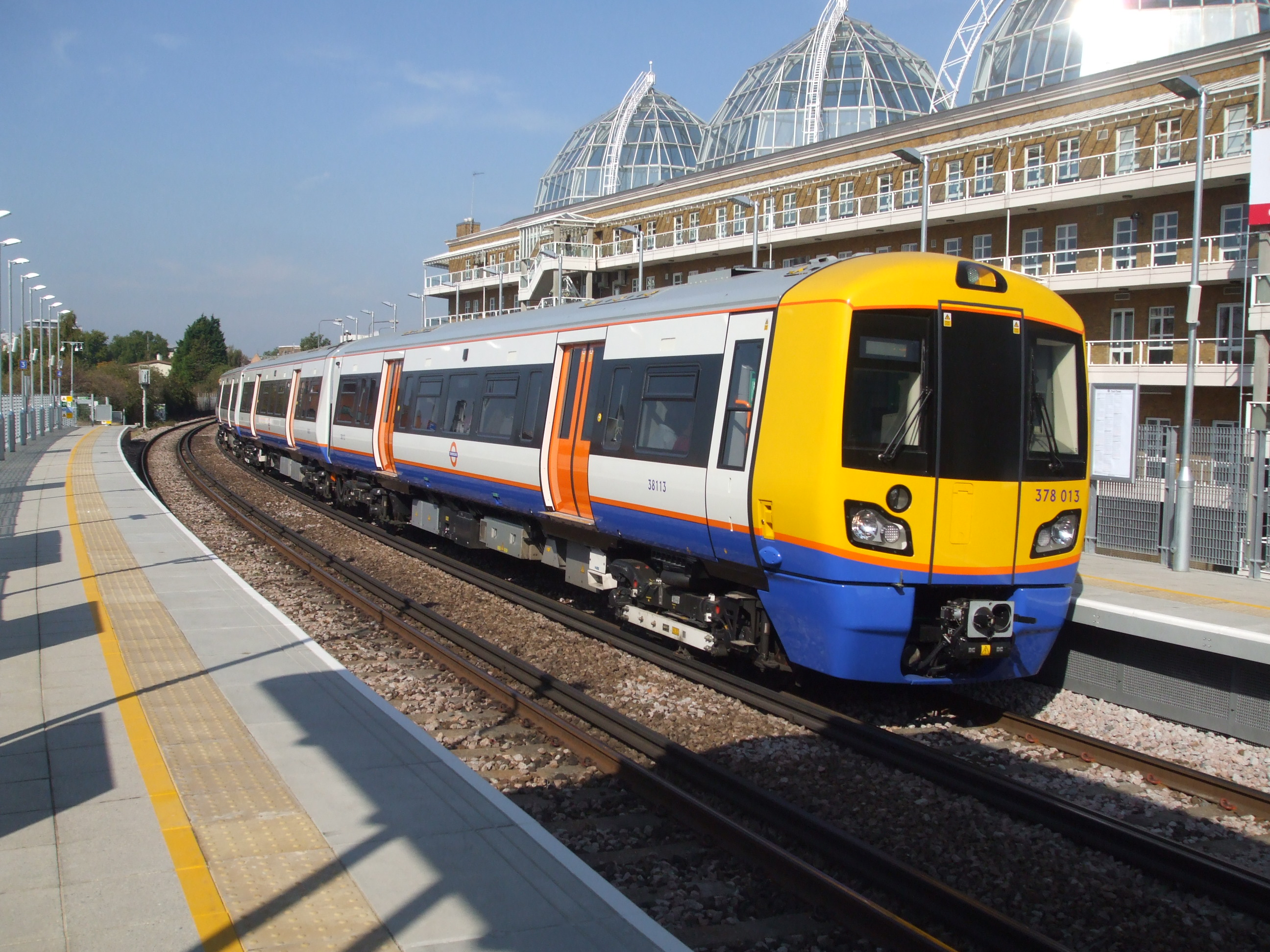
Un treno della London Overground alla stazione di Imperial Wharf

## Storia
Nel 2004 fu inaugurato un progetto di riqualificazione edilizia denominato Chelsea Harbour, che vide la costruzione di 1 800 appartamenti di lusso sul sito di un ex complesso industriale. Le richieste per una stazione sulla West London Line che servisse la zona furono accolte nel 2005, quando fu approvato un progetto per la sua costruzione, al costo di circa 3 milioni di sterline, delle quali 1,7 già stanziate dalla compagnia privata Berkeley Homes Plc, proprietari del nuovo complesso edilizio, tramite una sussidiaria., con un ammontare di fondi per 1,3 milioni da reperire in futuro.
Nell'ottobre 2007, il consiglio del borgo di Hammersmith e Fulham annunciò che la compagnia aveva accettato di fornire 1,2 milioni di sterline, all'incirca sufficienti per il completamento del progetto. La disponibilità dei fondi fu confermata il 28 aprile 2008.
La stazione è stata aperta il 27 settembre 2009. Nel giugno 2022 è stato aperto un secondo ingresso che ha migliorato l'accesso alla banchina in direzione nord.

### Progetti
Il borgo londinese di Kensington e Chelsea sosteneva la proposta di inserire in questo punto una fermata della progettata linea Crossrail 2 (nota per un certo periodo come Chelsea-Hackney line). Se questi piani fossero stati realizzati, Imperial Wharf sarebbe diventata una stazione di interscambio con la metropolitana di Londra. Allo stato attuale del progetto, però, è stata scartata l'opzione di far passare il tracciato della Crossrail 2 per questa località, per via della complessità che comporterebbe la deviazione della linea tra Clapham Junction e la progettata nuova stazione da costruire nell'area di Chelsea. Le stazioni della metropolitana più vicine a Imperial Wharf rimarranno dunque Fulham Broadway, West Brompton e Sloane Square. Di queste, anche Fulham Broadway era stata proposta in origine come fermata del Crossrail 2, ma in seguito scartata.

## Strutture e impianti
La stazione ha due banchine, una per i treni in direzione nord e una per i treni in direzione sud. Dispone di una biglietteria, di macchine emettitrici automatiche, di personale in servizio durante le ore di funzionamento e di connessione Wi-Fi. Le piattaforme sono accessibili a passeggeri con disabilità.
La stazione si trova nella Travelcard Zone 2.

## Movimento
L'impianto è servito dai treni della Linea Mildmay della London Overground, erogati da Arriva Rail London per conto di Transport for London.

Oltre a questi, effettuano fermata a i treni regionali di Southern.

## Interscambi
Nelle vicinanze della stazione effettuano fermata alcune linee urbane automobilistiche, gestite da London Buses.
Il molo di Chelsea Harbour, che si trova approssimativamente a 250 metri di distanza, permette l'interscambio con i bus acquatici operati dalla Thames Executive Charters.
- Fermata autobus
- Molo fluviale (Molo di Chelsea Harbour - London River Services)